# Cypella hauthalii
Cypella hauthalii là một loài thực vật có hoa trong họ Diên vĩ. Loài này được (Kuntze) R.C.Foster miêu tả khoa học đầu tiên năm 1950.